# 索勒斯冰川
索勒斯冰川（英語：Sollas Glacier），是南極洲的冰川，位於維多利亞地，最終注入邦尼湖，由英國探險隊繪入地圖和命名，現時由南極條約體系管理。
77°43′S 162°36′E / 77.717°S 162.600°E